# لاورل (دلاور)
لاورل، دلاور (به انگلیسی: Laurel, Delaware) یک شهرک در ایالات متحده آمریکا با جمعیت ۳٬۷۰۸ نفر است که در Sussex County واقع شده‌است.